# شهرستان واکیشا (ویسکانسین)
شهرستان واکیشا، ویسکانسین (به انگلیسی: Waukesha County, Wisconsin) یک سکونتگاه مسکونی در ایالات متحده آمریکا است که در ویسکانسین واقع شده‌است.

## خصوصیات
شهرستان واکیشا ۱٬۵۰۴٫۷۹ کیلومترمربع مساحت دارد.